# James B. Longley
James Bernard Longley, född 22 april 1924 i Lewiston, Maine, död där 16 augusti 1980, var en amerikansk politiker (obunden). Han var Maines guvernör 1975–1979.
Longley utexaminerades från Bowdoin College och avlade 1957 juristexamen vid University of Maine. Han deltog i andra världskriget i US Army Air Forces och var verksam inom försäkringsbranschen.
King efterträdde 1975 Kenneth M. Curtis som guvernör och efterträddes 1979 av Joseph E. Brennan.
Sonen James B. Longley, Jr. var kongressledamot 1995–1997 och kandiderade utan framgång i guvernörsvalet i Maine 1998.